# Madame Cavé
Madame Cavé, pseudonimo di Marie-Élisabeth Blavot (Parigi, 1806 – Neuilly-sur-Seine, 15 ottobre 1883), è stata una pittrice, scrittrice e insegnante francese.

## Biografia
Nata a Parigi, da una buona famiglia, è cresciuta in un collegio per ragazze, dove ricevette lezioni di disegno e di acquerello da Camille Roqueplan,  per poi studiare la pittura di genere con Clément Boulanger, uno studente di Jean-Auguste-Dominique Ingres. Nel 1831 i due si sposarono ed ebbero un figlio maschio di nome Albert.
Nel 1833 incontrò Eugène Delacroix, con cui strinse una forte amicizia, tanto da effettuare insieme un viaggio nelle Fiandre nel 1839.
Dal 1836 iniziò a dare lezioni di disegno e pittura in una scuola per ragazze.
Suo marito fu nominato artista della missione archeologica di Charles Texier, a Magnesia ad Sipylum, dove però morì nel 1842. L'anno successivo Marie si risposò con Edmond Cavé.
Con il nome di Madame Cavé, ottenne notorietà: ricevette diverse commissioni ufficiali ed espose più volte ai Salon di Parigi, come a quello del 1847 dove espose ritratti di bambini o a quello del 1863 dove espose degli acquerelli.
A partire dalla seconda metà del XIX secolo cominciò a pubblicare libri: inizialmente scrisse un'opera sulla formazione artistica, Le dessin sans maître (1850), che spiegava il suo metodo, dal lei definito metodo Cavé che mirava a esercitare la memoria visiva, come attitudine di base necessaria per disegnare. Il Ministero della Pubblica Istruzione lo sperimentò nelle normali scuole elementari di Caen e Douai nel 1862 e successivamente nello stesso anno in quelle di Chartres.
Madame Cavé ha poi scritto L'aquarelle sans maître ( Acquarello senza maestro ), in cui discuteva del colore. Questi due piccoli libri combinavano un metodo di apprendimento, consigli pratici, riflessioni sull'ordine teorico delle arti e dei mestieri e trattazioni morali del posto delle donne nella società. i libri che pubblicò in età più avanzata, dopo essere srimasta nuovamente vedova, erano più legati alla sfera religiosa.
Nel 1866 fondò una società con lo scopo di dare sollievo alle donne cadute in povertà e "non abituate alla miseria":  nota come Corporation des abeilles. (la Corporazione delle api).
Alexandre Dumas ne fece un personaggio, insieme al suo primo marito, di uno dei capitoli delle sue memorie, pubblicate tra il 1852 e il 1856.

## Opere

### Opere pittoriche
- Conversazione attorno al letto, Musée Magnin, Digione[13]
- The Final Moments (a lei attribuito), Musée Magnin, Digione
- La battaglia di Ivry, Musée du Louvre[14]
- Luigi XIII, vincitore di un torneo al Louvre, Musée du Louvre[15]
- La visione della Vergine, Musée des Beaux-Arts de Rouen[16]
- La Dormizione della Vergine, Musée des Beaux-Arts de Rouen

### Illustrazioni
- (FR) François de Harlay, Catéchisme, ou Abrégé de la foi, L. Curmer, 1842.

### Opere letterarie
- Le Dessin sans maître, méthode pour apprendre à dessiner de mémoire, Parigi : Susse frères, 1850[17]
- L'Aquarelle sans maître, méthode pour apprendre l'harmonie des couleurs (, Parigi : impr. de N. Chaix, 1851
- La Religion dans le monde, conseils à ma filleule, Parigi : H. Plon, 1855
- La Femme aujourd'hui, la femme autrefois, Parigi : H. Plon, 1863
- Beauté physique de la femme, Parigi ,P. Leloup, 1868
- La Vierge Marie et la femme, Parigi : C. Dillet, 1875

## Galleria d'immagini

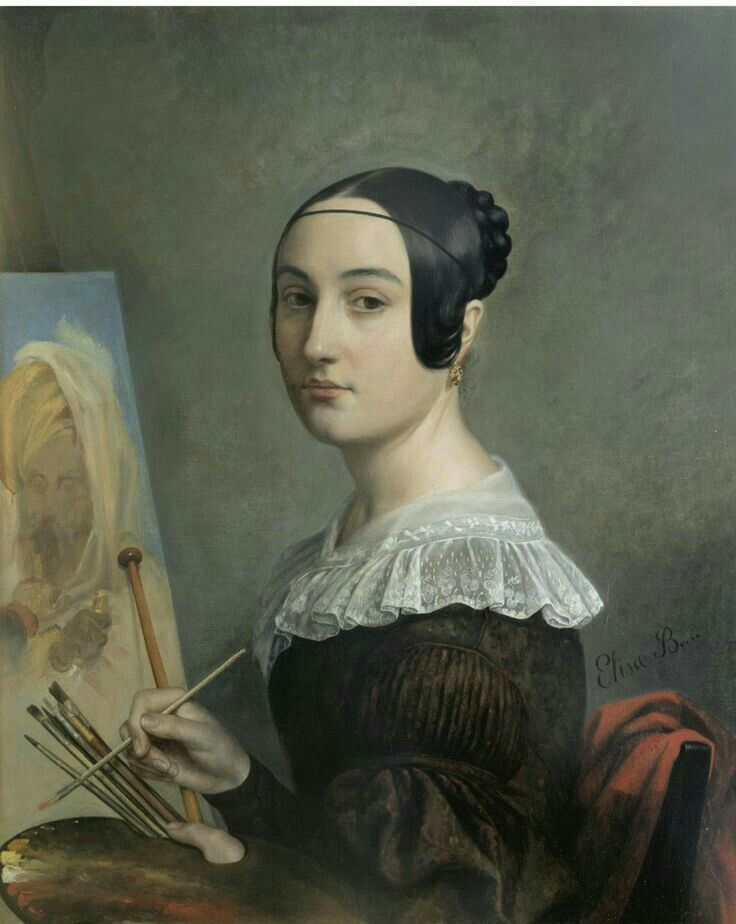
Autoritratto
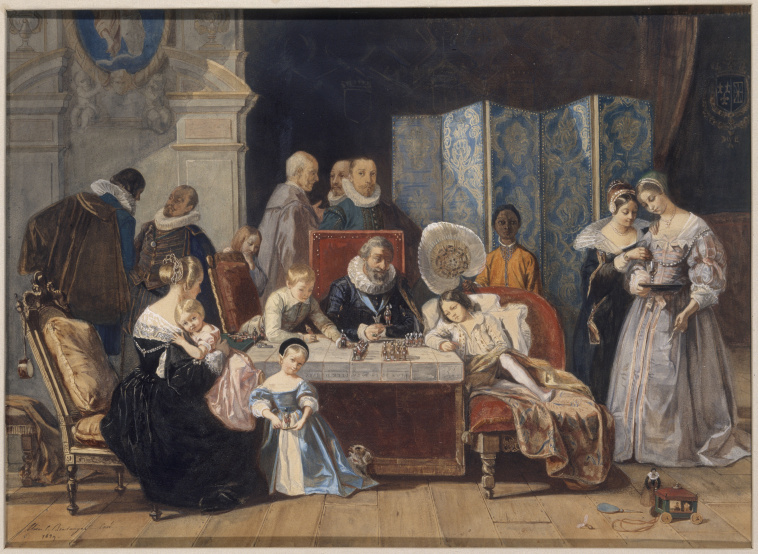
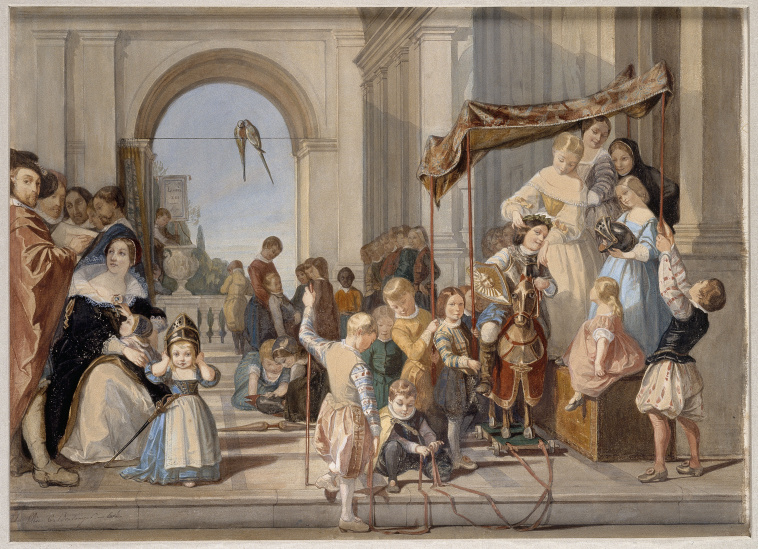
.